# Douglas Trumbull
Douglas Hunt Trumbull (ur. 8 kwietnia 1942 w Los Angeles, zm. 7 lutego 2022 w Albany) – amerykański reżyser, specjalista od efektów specjalnych, producent filmowy.
Zasłynął głównie efektami specjalnymi w filmach gatunku science-fiction takich jak Łowca androidów (Blade Runner) i 2001: Odyseja kosmiczna. Był parokrotnie nominowany do Oscara za efekty specjalne (Bliskie spotkania trzeciego stopnia, Star Trek, Łowca androidów), a w 1993 otrzymał statuetkę za całokształt dokonań.

## Nagrody
- Nagroda Akademii Filmowej 1993 Oscar Honorowy